# Piece of Mind
Piece of Mind – czwarty album studyjny heavymetalowej grupy Iron Maiden z 1983 roku.
Zawiera 9 utworów, z których każdy opowiada pewną historię. Opener płyty – "Where Eagles Dare", został napisany na podstawie książki Alistaira MacLeana oraz filmu pod tym samym tytułem ("Tylko dla orłów"), których akcja rozgrywa się podczas II wojny światowej. Tekst do "Revelations" stanowi połączenie wierzeń biblijnych i ateistycznej filozofii Aleistera Crowleya. "Flight of Icarus" ma swoje źródło w mitycznej opowieści o Dedalu i Ikarze. "The Trooper" opowiada o żołnierzu walczącym w czasie Wojny Krymskiej (1853-1856) – brytyjskim kawalerzyście próbującym stawić czoła rosyjskiej armii. "To Tame a Land" natomiast powstało po przeczytaniu przez członka grupy "Diuny", Franka Herberta. 
Przy tworzeniu płyty swoich umiejętności użyczył po raz pierwszy perkusista Nicko McBrain. Album uzyskał status platynowej płyty oraz został wybrany przez czytelników Kerrang! na Najlepszy Album Wszech Czasów w ankiecie na koniec 1983 roku (tuż za nim na drugim miejscu uplasował się The Number of the Beast).

## Lista utworów
1. "Where Eagles Dare" (Harris) – 6:10
2. "Revelations" (Dickinson) – 6:48
3. "Flight of Icarus" (Dickinson, Smith) – 3:51
4. "Die With Your Boots On" (Dickinson, Smith, Harris) – 5:28
5. "The Trooper" (Harris) – 4:11
6. "Still Life" (Murray, Harris) – 4:55
7. "Quest for Fire" (Harris) – 3:41
8. "Sun and Steel" (Dickinson, Smith) – 3:26
9. "To Tame a Land" (Harris) – 7:25

## Twórcy

### Wykonawcy
- Bruce Dickinson – śpiew
- Dave Murray – gitara elektryczna
- Adrian Smith – gitara elektryczna
- Steve Harris – gitara basowa
- Nicko McBrain – perkusja

### Produkcja
- Nagrywany od lutego do marca 1983 roku w Compass Point Studios w Nassau, Bahamy
- Miksowany od marca do kwietnia 1983 roku w Electric Ladyland Studios w Nowym Jorku, USA
  - Martin Birch – producent, inżynier miksu i nagrania
  - Denis Haliburton i Frank Gibson – asystenci inżyniera nagrania
  - Bruce Buchhalter – asystent inżyniera miksu
  - Derek Riggs – ilustracje na okładkę
  - Iron Maiden, Rod Smallwood, i Derek Riggs – koncepcja i projekt okładki
  - Ross Halfin, Robert Ellis, i Simon Fowler – fotografie